# Impianti visivi corticali
Gli impianti visivi corticali costituiscono una delle strategie che si stanno sviluppando e testando per ripristinare la vista in pazienti non vedenti. Essi costituiscono un approccio alternativo all'occhio bionico per tentare di curare la cecità.

## Principio di funzionamento
Il principio su cui si basa tale tipologia di impianti è che stimolando dei punti precisi della corteccia cerebrale (a livello delle aree visive) di un soggetto in esame, vengono evocate in tale soggetto delle sensazioni di luce (fosfeni). 
Quindi utilizzando una telecamera e un'unità di elaborazione dati esterne al corpo, collegate ad un chip e ad un array di microelettrodi impiantati a livello corticale, è possibile evocare nel paziente dei fosfeni, che possono permettere la ricostruzione di figure.
I primi impianti visivi corticali di questo tipo sono stati realizzati intorno agli anni '60, ma queste protesi sono tuttora in fase di sperimentazione, vista la loro complessità di progettazione e di realizzazione tecnica.

## Pregi della protesi
Il principale vantaggio offerto dagli impianti visivi corticali, rispetto ad altri sistemi artificiali di ripristino della visione (impianti epiretinali e impianti subretinali), è che tali impianti possono potenzialmente risolvere ogni tipo di cecità: essi possono infatti essere risolutivi anche per i casi in cui l'impossibilità di vedere non è determinata dalla mancata funzionalità dei fotorecettori della retina, ma da lesioni a carico del nervo ottico o da altri tipi di problemi nella trasmissione dei segnali visivi ai centri di processamento dell'immagine presenti a livello delle cortecce visive.
Altri importanti pregi degli impianti visivi corticali sono la relativa facilità di esecuzione dell'intervento chirurgico per il posizionamento dell'impianto stesso e la sua buona resistenza nel tempo.

## Difetti della protesi
Il difetto più evidente degli impianti visivi corticali è la bassa qualità della visione che viene recuperata dal paziente. La visione è solo in bianco e nero e le immagini sono poco definite. Questo difetto è dovuto in parte a limiti tecnici nella realizzazione della protesi, ma soprattutto al fatto che l'immagine percepita dal paziente è evocata dalla diretta stimolazione delle cortecce visive e in questo modo viene interamente saltato il processamento dell'immagine da parte di retina e talamo.
Un altro notevole svantaggio degli impianti visivi corticali è costituito dalla necessità di avere una telecamera e un'unità di processamento dati (cioè un piccolo computer) esterne al corpo.

## Principali tipi di impianti visivi corticali
Esistono due principali tipologie di impianti visivi corticali, ad oggi realizzate:
- Impianto visivo Dobelle con microelettrodi circolari piatti, già in sperimentazione sull'uomo;
- Impianti visivi con microelettrodi a penetrazione (gruppo del National Institutes of Health e gruppo dell'Università di Utah), non ancora entrati in fase di sperimentazione clinica.